# Sabaethis micholitzi
Sabaethis micholitzi är en insektsart som först beskrevs av Jacobi 1915.  Sabaethis micholitzi ingår i släktet Sabaethis och familjen Flatidae. Inga underarter finns listade i Catalogue of Life.